# Colloquio (gruppo musicale)
I Colloquio sono un gruppo italiano cantautorale dark ambient e experimental rock formato a Bologna nel 1993 e guidato da Gianni Pedretti.

## Storia del gruppo
Il progetto Colloquio nasce con Gianni Pedretti all'inizio degli anni novanta, con l'intento di proporre sonorità sperimentali, di matrice elettronica/new-wave e di carattere cantautoriale. La prima fase dei Colloquio è contraddistinta dalla realizzazione di nastri autoprodotti, composti e registrati da Pedretti.
Sul finire degli anni novanta Colloquio realizza il primo CD ...e lo spettacolo continua, insieme a Stefano Castrucci alle chitarre e Matteo Mattioli al basso. Con questa formazione la band si esibisce dal vivo in diversi contesti.
Negli anni 2000, i Colloquio iniziano a collaborare con l'etichetta meneghina Eibon Records. Nel 2001 esce Va Tutto Bene. Nel 2005, con l'ingresso di Sergio Calzoni degli Act Noir in veste di sound-designer e arrangiatore, inizia una nuova fase. Danno alla luce Si Muove e Ride, che segna un punto di svolta con i precedenti lavori, in cui la componente elettronica evolve verso sonorità glitch, industrial-noise.
Nel 2013, con la pubblicazione del nuovo album L'entrata - L'uscita, i Colloquio ampliano il percorso di ricerca iniziato nel disco precedente. I brani possiedono contributi di diversi musicisti, e presenta parti di sax, flauto, contrabbasso, batteria e voci femminili. Il disco, pubblicato da Eibon Records, è stato masterizzato da Simon Davey negli Exchange Mastering Studios di Londra.

## Formazione

### Formazione attuale
- Gianni Pedretti - voce, pianoforte, sintetizzatore
- Sergio Calzoni - sintetizzatore, sound designer

### Ospiti
- Stefano Nieri - chitarra
- Stefano Castrucci - chitarra
- Max Bianchi - chitarra
- Stefano Lambertini - sound engineer
- Matteo Mattioli - sintetizzatore, drum machine, basso
- Enzo Balestrazzi - sax baritono, sax contralto, flauto
- Michele Preti - contrabbasso
- Luca Gallerani - batteria
- FrancescaGiuli - voce
- Nicoletta Poggiuoli - voce
- Beatrice Soriani- voce

## Discografia

### Cassette
- Il giardino delle lacrime (1993)
- Inferno (1994)
- Le dolci carezze della tristezza (1994)
- Lettere a una tessitrice d'ombra (1995)
- Io e l'altro (1995)

### Album
- ...e lo spettacolo continua (1997) - autoprodotto
- Va tutto bene (2001) - Eibon Records
- Si muove e ride (2007) - Eibon Records
- L'entrata - L'uscita (2013) - Eibon Records
- Io e L'altro (2014) - ristampa - Eibon Records
- Va tutto bene MMXIV (2014) - ristampa deluxe edition - Eibon Records

### Compilation
- Dissolution Fahrenheit (1997) - Eibon Records/L'Alternative Dramatique
- Culture Sintetiche (1997) - Caligari Corporation - traccia La Dea Dal Trono D'Acciaio
- Intimations of Immortality Vol 4 (2003) - Energeia - nella traccia Metamorfosi
- Distanze - 100% New Wave Italiana (2014) - Suono Organizzato - traccia L'Appuntamento (live version)
- Face The Beat: Session 4  (2016) - Side-Line - traccia Sogno (live version)

### Colonne sonore
- Mondo Boiazzo (1996) - nella traccia Cisti

### Collaborazioni
- Pervas Nefandum ( A.Facci / M.Corbelli / G.Pedretti )// Le dolci cose perdute (1994) - Slaughter Productions
- Alma Mater // Il parco degli arcobaleni (1997) - Toast Records - nella title track
- Canaan //  A calling to weakness (2002) - Eibon Records - in Un ultimo patetico addio and Essere nulla
- Canaan // The unsaid words (2005) - Eibon Records - in Il rimpianto and Senza una risposta
- Neronoia // Un mondo in me (2006) - Eibon Records
- Neronoia // Il rumore delle cose (2008) - Eibon Records
- Neronoia // Sapore di luce e di pietra (2013) - Eibon Rrcords
- Neronoia // Mi piaceva una vita (2015) - Eibon Records
- Nocturnal Degrade // The Dying Beauty (2015) Traccia 9 " Celeste (Pale Blue Ocean) - Selfmutilationservices
- Albireon L'inverno e L'aquilone // (2015) Traccia 13 " Imbrunire" - Palace Of Worms/Torredei Records
- Detour Doom Project // Detour Doom (2016) http://aquarellist.ru Archiviato il 20 maggio 2016 in Internet Archive.
- Wanda Wulz // Polaris (2016) Traccia 4 " Non ritorna più " - Eibon Records